# Rio Cartiu
O Rio Cartiu é um rio da Romênia, afluente do Jiu, localizado no distrito de Gorj.